# Fayetteville (North Carolina)
|  | For andre byer af samme navn, se Fayetteville |
Fayetteville er en amerikansk by og administrativt centrum det amerikanske county Cumberland County i delstaten North Carolina. Byen har 208.501 (2020) indbyggere.
Skuespillerinden Julianne Moore blev født i Fayetteville.
Den platinvindende rapper J. Cole er opvokset i Fayetteville.
NBA-spilleren Dennis Smith Jr. er født og opvokset i Fayetteville.